# Eta Carinae
Eta Carinae (abreviado: η Carinae o η Car) es una estrella binaria del tipo variable luminosa azul hipermasiva, situada en la constelación de la Quilla, a alrededor de 7 500 años luz (2 300 parsecs) del sistema solar, siendo miembro del cúmulo estelar abierto Trumpler 16. Su masa oscila entre 100 y 150 veces la masa solar, lo que la convierte en una de las estrellas más masivas conocidas en nuestra galaxia. Asimismo, posee una altísima luminosidad, de alrededor de cuatro millones de veces la del Sol; debido a la gran cantidad de polvo existente a su alrededor, Eta Carinae irradia el 99 % de su luminosidad en la parte infrarroja del espectro, lo que la convierte en el objeto más brillante del cielo en el intervalo de longitudes de onda entre 10 y 20 µm.
Eta Carinae es una estrella muy joven, con una edad de entre dos y tres millones de años, y se encuentra situada en NGC 3372, también llamada la Gran Nebulosa de Carina o simplemente nebulosa de Carina. Dicha nebulosa contiene varias estrellas supermasivas, incluyendo, además de Eta Carinae, la estrella HD 93129A.
La estrella está rodeada por una nebulosa conocida como la nebulosa del Homúnculo. Dada su gran masa, Eta Carinae es altamente inestable y propensa a violentas eyecciones de materia. Según las teorías actuales de la estructura y de la evolución estelares, esta inestabilidad es causada por una luminosidad extrema y una temperatura superficial no excesivamente caliente, lo que la sitúa dentro del diagrama Hertzsprung-Russell en una región afectada por el límite de Eddington. En dichas circunstancias, la elevadísima presión de la radiación en la "superficie" de la estrella hace que ésta expulse grandes cantidades de materia de sus capas exteriores al espacio. En la imagen se puede apreciar la nebulosa Homúnculo, formada por estas eyecciones de materia.
Eta Carinae probablemente termine su vida en una explosión de hipernova dentro de unos pocos cientos de miles de años. Algunos astrónomos especulan con que esto ocurrirá dentro de un lapso mucho menor de tiempo, pero existen muchas incertidumbres al respecto, pues la evolución de las estrellas supermasivas es muy difícil de modelar numéricamente.

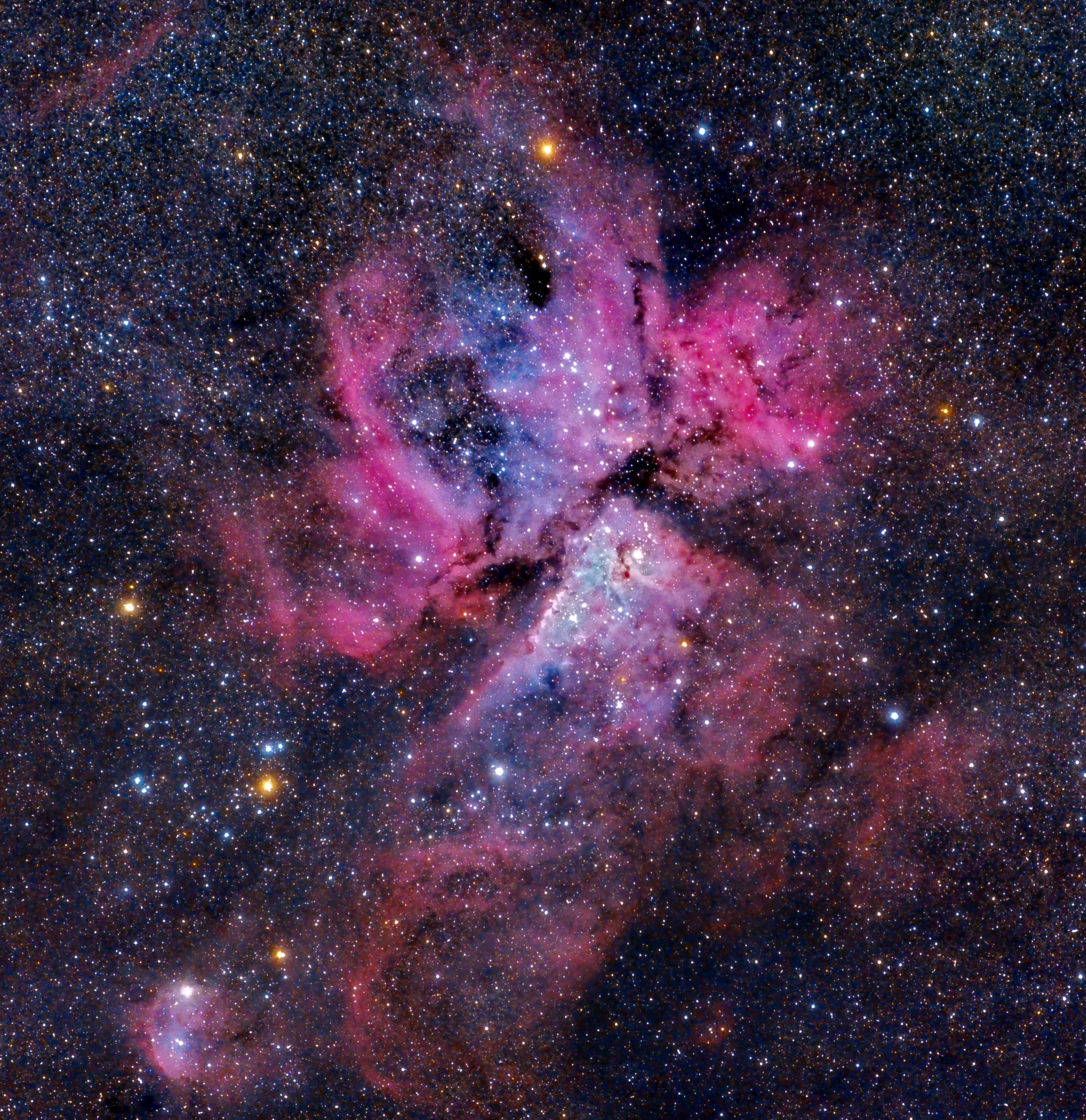
Gran Nebulosa de Carinae

Las dos estrellas principales del sistema de Eta Carinae tienen una  órbita excéntrica con un período de 5,54 años. La principal es una estrella extremadamente inusual, similar a una variable luminosa azul (LBV). Inicialmente tenía 150-250 M☉, de la que ya ha perdido al menos 30 M☉, y se espera que explote como supernova en un futuro astronómicamente cercano. Es la única estrella conocida que produce emisiones láser ultravioleta. La estrella secundaria es caliente y también muy luminosa, probablemente de clase espectral O, unas 30-80 veces más masiva que el Sol. El sistema está muy oculto por la Nebulosa del Homúnculo, que consiste en material expulsado de la primaria durante la Gran Erupción. Es miembro del Trumpler 16 cúmulo abierto dentro de la mucho mayor nebulosa de la Quilla.
Aunque no está relacionada con la estrella y la nebulosa, la débil Eta Carínidas tiene una lluvia de meteoros con un radiante muy cercano a Eta Carinae.

## Historia de observación
Eta Carinae fue registrada por primera vez como estrella de cuarta magnitud en los siglos XVI o XVII. Se convirtió en la segunda estrella más brillante del cielo a mediados del siglo XIX, antes de desaparecer por debajo de la visibilidad a simple vista. Durante la segunda mitad del siglo XX, se iluminó lentamente hasta volver a ser visible a simple vista, y en 2014 era de nuevo una estrella de cuarta magnitud.

### Descubrimiento y denominación
No existen pruebas fiables de que Eta Carinae fuera observada o registrada antes del siglo XVII, aunque el navegante holandés Pieter Keyser describió hacia 1595-1596 una estrella de cuarta magnitud aproximadamente en la posición correcta, que fue copiada en los globos celestes de Petrus Plancius y Jodocus Hondius y en el Uranometria de Johann Bayer de 1603. El catálogo estelar independiente de Frederick de Houtman de 1603 no incluye a Eta Carinae entre las demás estrellas de 4.ª magnitud de la región. El registro firme más antiguo fue realizado por Edmond Halley en 1677, cuando registró la estrella simplemente como Sequens (es decir, "siguiendo" a otra estrella) dentro de una nueva constelación Robur Carolinum. Su Catalogus Stellarum Australium fue publicado en 1679. La estrella también era conocida por las designaciones Bayer Eta Roboris Caroli, Eta Argus o Eta Navis. En 1751 Nicolas-Louis de Lacaille dio a las estrellas de Argo Navis y Robur Carolinum un único conjunto de designaciones de letras griegas Bayer dentro de su constelación de Argo, y designó tres áreas dentro de Argo con el fin de utilizar tres veces las designaciones de letras latinas. Eta caía dentro de la parte de la quilla de la nave que más tarde se convertiría en la constelación Carina. No se conoció generalmente como Eta Carinae hasta 1879, cuando las estrellas de Argo Navis recibieron finalmente los epítetos de constelaciones hijas en la Uranometria Argentina de Gould.

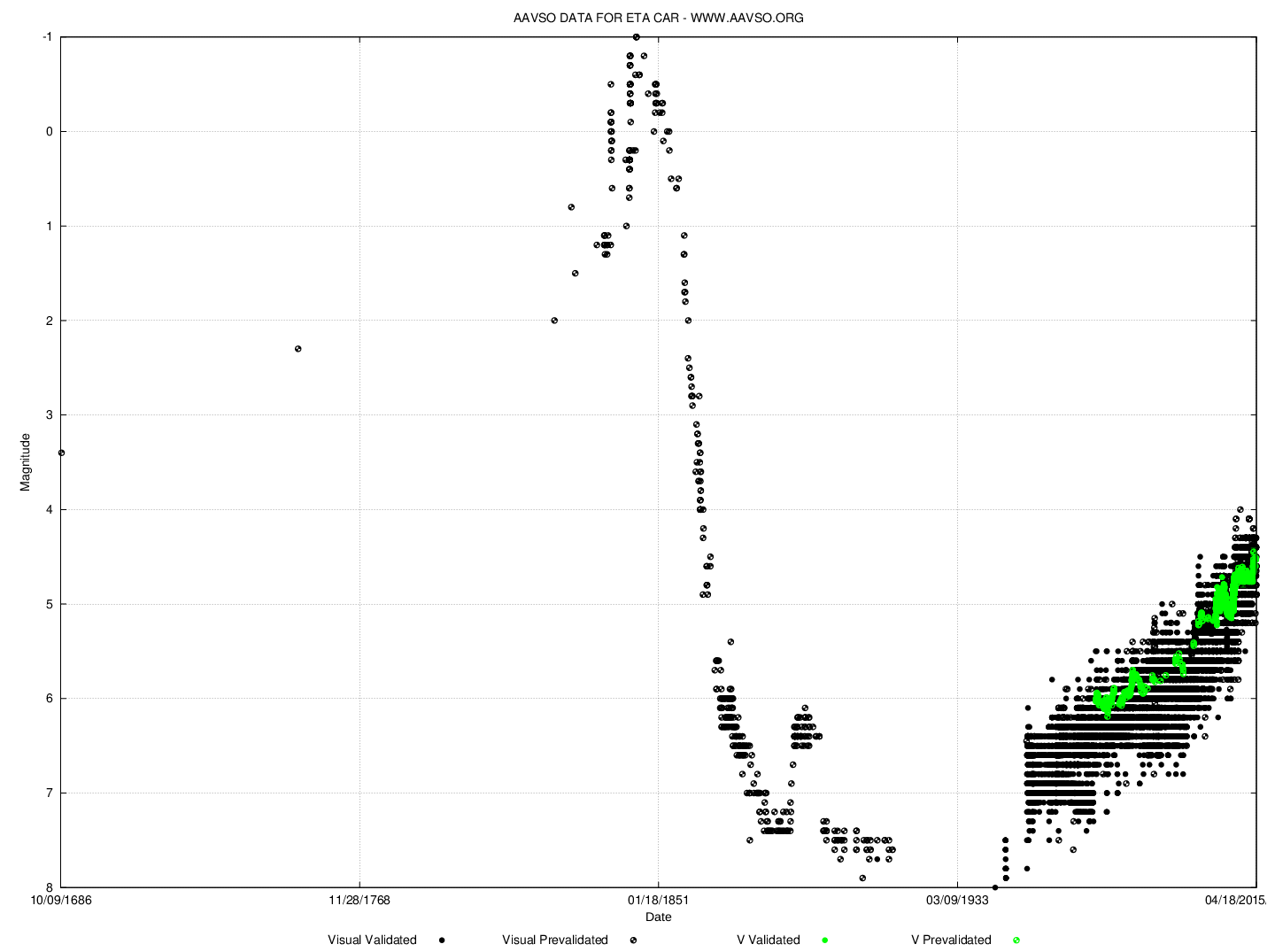
La curva de luz de Eta Carinae desde algunas de las primeras observaciones hasta la actualidad

Eta Carinae está demasiado al sur para formar parte de la astronomía tradicional china, pero fue cartografiada cuando se crearon los Asterismos del Sur a principios del siglo XVII. Junto con s Carinae, λ Centauri y λ Muscae, Eta Carinae forma el asterismo. 海山 (Mar y montaña). Eta Carinae tiene los nombres de Tseen She (del chino 天社 [mandarín: tiānshè] "altar del Cielo") y Foramen. También se conoce como 海山二 (Hǎi Shān èr, en inglés: la Segunda Estrella del Mar y la Montaña).
Halley dio una magnitud aparente aproximada de 4 en el momento del descubrimiento, que se ha calculado como magnitud 3,3 en la escala moderna. El puñado de posibles avistamientos anteriores sugiere que Eta Carinae no fue significativamente más brillante que esto durante gran parte del siglo XVII. Otras observaciones esporádicas durante los siguientes 70 años muestran que Eta Carinae fue probablemente de 3ª magnitud o más débil, hasta que Lacaille la registró de forma fiable en 2.ª magnitud en 1751. No está claro si el brillo de Eta Carinae varió significativamente durante los 50 años siguientes; hay observaciones ocasionales, como la de William Burchell en 4ª magnitud en 1815, pero no se sabe con certeza si se trata simplemente de repeticiones de observaciones anteriores.

### Gran Erupción
En 1827, Burchell observó específicamente el brillo inusual de Eta Carinae en 1ª magnitud, y fue el primero en sospechar que su brillo variaba. John Herschel, que se encontraba en Sudáfrica en aquella época, realizó una serie detallada de mediciones precisas en la década de 1830 que mostraban que Eta Carinae brillaba constantemente en torno a la magnitud 1,4 hasta noviembre de 1837. En la noche del 16 de diciembre de 1837, Herschel se sorprendió al ver que había aumentado su brillo hasta eclipsar ligeramente a Rigel. Este acontecimiento marcó el comienzo de un período de aproximadamente 18 años conocido como la Gran Erupción.
Eta Carinae era aún más brillante el 2 de enero de 1838, equivalente a Alfa Centauri, antes de apagarse ligeramente durante los tres meses siguientes. Herschel no observó la estrella después de esto, pero recibió correspondencia del reverendo W.S. Mackay en Calcuta, quien escribió en 1843: "Para mi gran sorpresa observé el pasado mes de marzo (1843), que la estrella Eta Argus se había convertido en una estrella de primera magnitud completamente tan brillante como  Canopus, y en color y tamaño muy parecida a Arcturus." Las observaciones realizadas en el Cabo de Buena Esperanza indicaron que alcanzó su máximo brillo, superando a Canopus, entre el 11 y el 14 de marzo de 1843, luego comenzó a desvanecerse, después se iluminó hasta situarse entre el brillo de Alfa Centauri y Canopus entre el 24 y el 28 de marzo antes de desvanecerse de nuevo. Durante gran parte de 1844 el brillo estuvo a medio camino entre Alfa Centauri y Beta Centauri, alrededor de la magnitud +0,2, antes de volver a brillar a finales de año. En su punto más brillante en 1843 probablemente alcanzó una magnitud aparente de -0,8, y luego -1,0 en 1845. Es probable que los picos de 1827, 1838 y 1843 se hayan producido en el paso del periastrón -el punto en el que las dos estrellas están más cerca entre sí- de la órbita de la binaria. De 1845 a 1856, el brillo disminuyó alrededor de 0,1 magnitudes por año, pero con posibles fluctuaciones rápidas y grandes.
En sus tradiciones orales, el clan Boorong del pueblo Wergaia del Lago Tyrrell, al noroeste de Victoria, Australia, hablaba de una estrella rojiza que conocían como Collowgullouric War /'kQl@gVl@rɪk_'wɑr/ "Old Woman Crow", la esposa de War "Crow" ( Canopus). En 2010, los astrónomos Duane Hamacher y David Frew de la Universidad Macquarie de Sídney demostraron que se trataba de Eta Carinae durante su Gran Erupción en la década de 1840. A partir de 1857, el brillo disminuyó rápidamente hasta que se desvaneció por debajo de la visibilidad a ojo desnudo en 1886. Se ha calculado que esto se debe a la condensación de polvo en el material eyectado que rodea a la estrella, más que a un cambio intrínseco en la luminosidad.

### Erupción menor
Un nuevo brillo comenzó en 1887, alcanzó un máximo de magnitud 6,2 en 1892, y luego, a finales de marzo de 1895, se desvaneció rápidamente hasta alcanzar una magnitud 7,5. Aunque sólo hay registros visuales de la erupción de 1890, se ha calculado que Eta Carinae estaba sufriendo 4,3 magnitudes de extinción visual debido al gas y al polvo expulsados en la Gran Erupción. Un brillo sin oscurecimiento habría sido de magnitud 1,5-1,9, significativamente más brillante que la magnitud histórica. A pesar de ello, fue similar a la primera, incluso casi igualando su brillo, pero no la cantidad de material expulsado.

### SigloXX
Entre 1900 y al menos 1940, Eta Carinae parecía haberse estabilizado en un brillo constante de alrededor de magnitud 7,6, pero en 1953 se observó que había vuelto a brillar hasta magnitud 6,5. El brillo continuó de forma constante, pero con variaciones bastante regulares de unas décimas de magnitud.

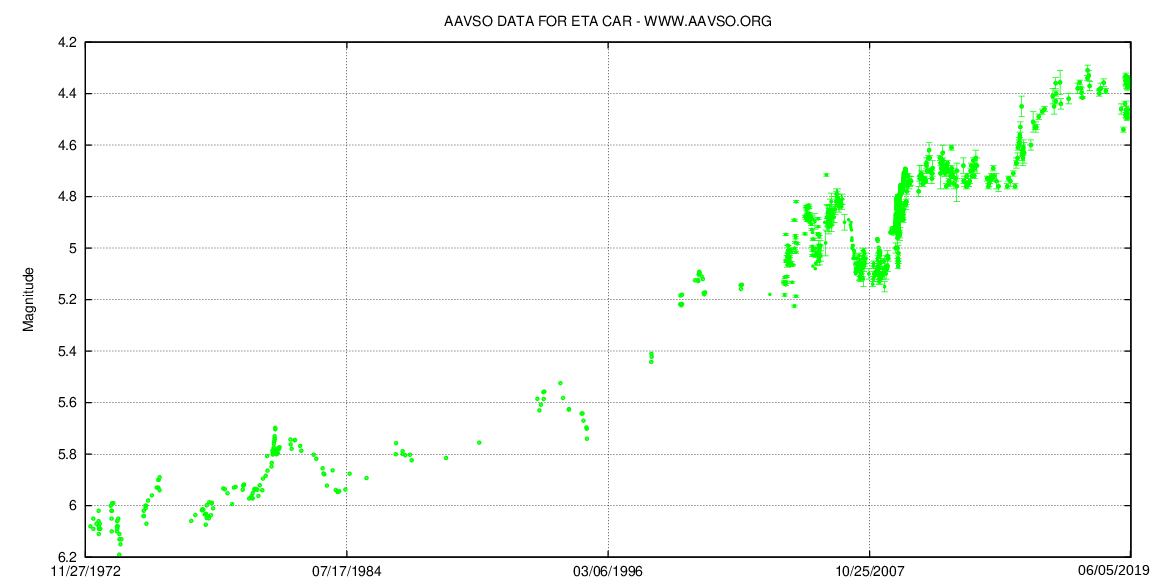
Curva de luz de Eta Carinae entre 1972 y 2019

En 1996, se identificó por primera vez que las variaciones tenían un periodo de 5,52 años, posteriormente medido con mayor precisión en 5,54 años, lo que llevó a la idea de un sistema binario. La teoría de la bipolaridad fue confirmada por observaciones de radio, óptico e infrarrojo cercano cambios en la velocidad radial y el perfil de línea, denominados colectivamente evento espectroscópico, en el momento previsto del paso por el periastrón a finales de 1997 y principios de 1998. Al mismo tiempo se produjo un colapso completo de la emisión de rayos X presumiblemente originada en una zona de viento colisionante. La confirmación de una compañera binaria luminosa modificó en gran medida la comprensión de las propiedades físicas del sistema Eta Carinae y su variabilidad.
En 1998-99 se observó una repentina duplicación del brillo que la devolvió a la visibilidad a simple vista. Durante el evento espectroscópico de 2014, la magnitud visual aparente llegó a ser más brillante que la magnitud 4,5. El brillo no siempre varía de forma consistente en diferentes longitudes de onda, y no siempre sigue exactamente el ciclo de 5,5 años. Radio, infrarrojos y observaciones desde el espacio han ampliado la cobertura de Eta Carinae en todas las longitudes de onda y han revelado cambios continuos en la distribución espectral de energía.
En julio de 2018, se informó de que Eta Carinae tenía el choque de viento en colisión más fuerte de la vecindad solar. Las observaciones con el satélite NuSTAR proporcionaron datos de mucha mayor resolución que el anterior  Telescopio espacial de rayos gamma Fermi. Utilizando observaciones de enfoque directo de la fuente no térmica en la banda de rayos X extremadamente dura que coincide espacialmente con la estrella, demostraron que la fuente de rayos X no térmica varía con la fase orbital del sistema estelar binario y que el índice de fotones de la emisión es similar al derivado mediante el análisis del espectro de rayos γ (gamma).

## Visibilidad

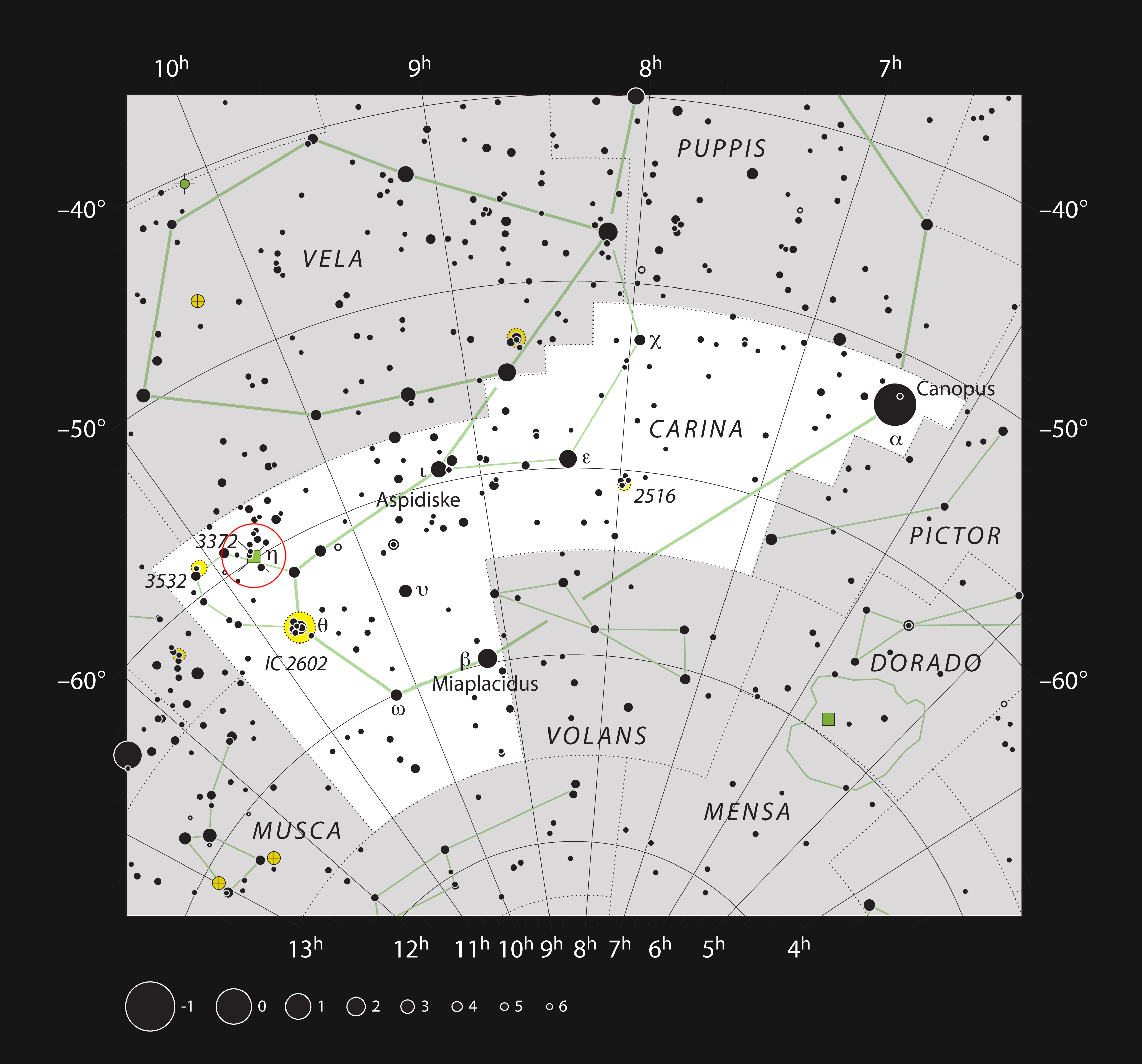
Eta Carinae y la nebulosa Carina en la constelación de Carina.

Como estrella de cuarta magnitud, Eta Carinae es cómodamente visible a simple vista en todos los cielos, excepto en los más contaminados por la luz de las zonas urbanas, según la escala de Bortle. Su brillo ha variado en un amplio rango, desde la segunda estrella más brillante del cielo durante unos días en el siglo XIX, hasta muy por debajo de la visibilidad a simple vista. Su ubicación a unos 60°S en el extremo hemisferio sur celeste significa que no puede ser vista por los observadores de Europa y gran parte de Norteamérica.
Situado entre Canopus y la Cruz del Sur, Eta Carinae es fácilmente identificable como la estrella más brillante dentro de la gran nebulosa de Carina a simple vista. En un telescopio la "estrella" se enmarca dentro de la oscura línea de polvo en "V" de la nebulosa y aparece claramente anaranjada y claramente no estelar. A gran aumento se aprecian los dos lóbulos anaranjados de una nebulosa de reflexión circundante conocida como nebulosa Homúnculo a ambos lados de un brillante núcleo central. Los observadores de estrellas variables pueden comparar su brillo con el de varias estrellas de 4.ª y 5.ª magnitud que rodean de cerca a la nebulosa.
Descubierta en 1961, la débil Eta Carínidas tiene un radiante muy cercano a Eta Carinae. Se produce del 14 al 28 de enero y alcanza su máximo alrededor del 21 de enero. Las lluvias de meteoros no están asociadas a cuerpos fuera del Sistema Solar, por lo que la proximidad a Eta Carinae es una mera coincidencia.

## Variaciones de brillo
Un aspecto llamativo de Eta Carinae es su luminosidad variable. Cuando fue catalogada por primera vez en 1677 por Edmund Halley, se clasificó como de cuarta magnitud, pero hacia 1730 se observó un aumento considerable de luminosidad, convirtiéndose en la estrella más brillante de Carina. Posteriormente su brillo disminuyó de nuevo, y hacia 1782 recuperó su oscuridad original, pero en 1820 aumentó de nuevo. En 1827 su luminosidad había aumentado más de 10 veces y alcanzó su valor máximo en abril de 1843, cuando con una magnitud de −0,8 llegó a ser la segunda estrella más brillante del firmamento nocturno (después de Sirio), a pesar de su enorme distancia a la Tierra (7500 años luz). Posteriormente se desvaneció y entre 1900 y 1940 era solo de octava magnitud, invisible a simple vista. Actualmente es de magnitud 5-6, habiendo presentado un repentino aumento de luminosidad en 1998-1999.
Eta Carinae presenta ocasionalmente grandes erupciones —la última, en 1841—. La razón de estas explosiones no es bien conocida, aunque se cree que son causadas por acumulación de radiación procedente de la enorme luminosidad de la estrella. Existen teorías recientes que indican que las erupciones podrían estar provocadas por el paso de su estrella compañera por el periastro de la órbita.

## Futuro de la estrella

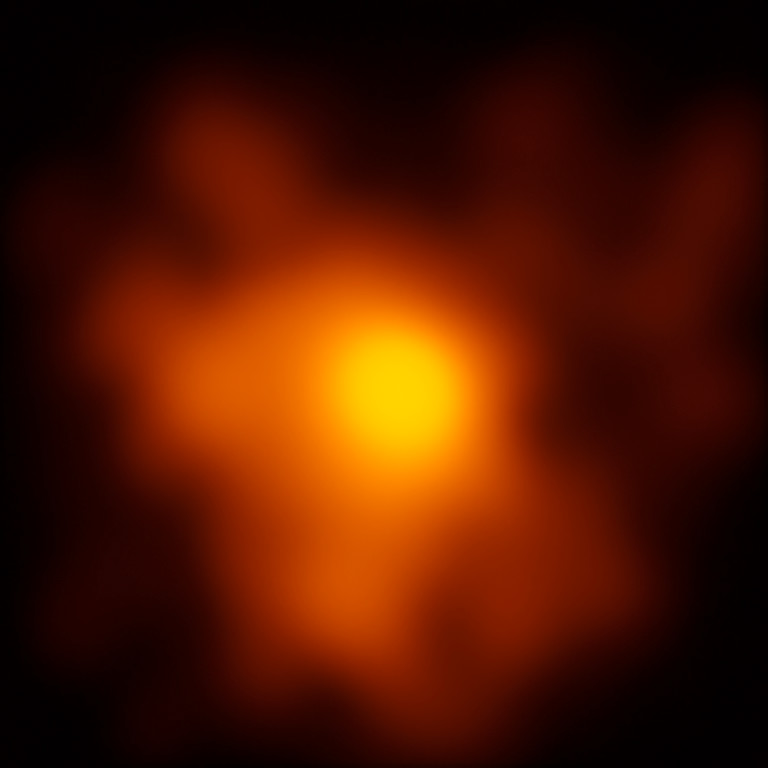
imagen interferometrica de Eta Carinae

Las estrellas extremadamente grandes y masivas como Eta Carinae consumen su combustible muy rápidamente, como lo evidencia su alta luminosidad, y se convierten en supernova o hipernova a los tres millones de años desde su formación (se estima el tiempo proyectado de existencia de nuestro Sol en unos 12 000 millones de años, de los cuales ya han transcurrido 4600 millones).
Observaciones recientes parecen indicar que Eta Carinae es una estrella binaria, con dos estrellas orbitando en un periodo de aproximadamente 5,54 años. Las observaciones realizadas por el Observatorio de rayos X Chandra muestran que otra supernova procedente de una estrella similar a Eta Carinae se vio precedida por erupciones semejantes a las que ésta muestra con cierta frecuencia, por lo que sería posible que, en cualquier momento, esta estrella se convirtiera en supernova. Debido a la cercanía de esta estrella a la Tierra (7500 años luz, una distancia ínfima comparada con la lejanía de las supernovas observadas en otras galaxias), un fenómeno de este tipo se convertiría en uno de los acontecimientos astronómicos más importantes de todos los tiempos.

## Distancia
La distancia a Eta Carinae ha sido determinada por varios métodos diferentes, resultando en un valor ampliamente aceptado de 2330 parsecs (7600 años luz), con un margen de error alrededor de 100 parsecs (330 años luz). La distancia a Eta Carinae en sí no se puede medir usando paralaje debido a la nebulosidad que la rodea, pero se espera que otras estrellas en el cúmulo Trumpler 16 estén a una distancia similar y sean accesibles para el paralaje. Gaia Data Release 2 ha proporcionado el paralaje de muchas estrellas consideradas miembros de Trumpler 16, al descubrir que las cuatro estrellas de clase O más calientes de la región tienen paralajes muy similares con un valor medio de 0,383±0,017 milisegundos de arco (mas), lo que se traduce en una distancia de 2600±100 parsecs. Esto implica que Eta Carinae puede estar más distante de lo que se pensaba, y también más luminosa, aunque aún es posible que no esté a la misma distancia que el cúmulo o que las medidas de paralaje tengan grandes errores sistemáticos.
Las distancias a los cúmulos de estrellas se pueden estimar utilizando un diagrama de Hertzsprung-Russell o un diagrama de color-color para calibrar la magnitud absoluta de las estrellas, por ejemplo ajustando la secuencia principal o identificando características como una rama horizontal, y por lo tanto su distancia de la Tierra. También es necesario conocer la cantidad de extinción interestelar del cúmulo y esto puede ser difícil en regiones como la nebulosa de Carina. Una distancia de 7330 años luz (2250 parsecs) se ha determinado a partir de la calibración de las luminosidades de estrella tipo O en Trumpler 16. Después de determinar una corrección de enrojecimiento anormal a la extinción, se midió la distancia tanto a Trumpler 14 como a Trumpler 16 en 9500±1000 años luz (2900±300 parsecs).
La tasa de expansión conocida de la nebulosa del Homúnculo proporciona un método geométrico inusual para medir su distancia. Suponiendo que los dos lóbulos de la nebulosa son simétricos, la proyección de la nebulosa sobre el cielo depende de su distancia. Valores de 2300, 2250 y 2300 parsecs se han derivado para el homúnculo, y Eta Carinae está claramente a la misma distancia.